# Jeszenszky Zoltán
Jeszenszky Zoltán (1947-ig nagyjeszeni; Nagyszentmiklós, 1895. december 10. – Budapest, 1986. július 19.), a Magyar Általános Hitelbank igazgatója, az Állami Fejlesztési Bank revizora, jogász.

## Élete
Az ősrégi nemesi nagyjeszeni Jeszenszky család sarja. Apja dr. nagyjeszeni Jeszenszky Géza (1867–1927) ügyvéd, politikus, hírlapíró, báró Bánffy Dezső miniszterelnöknek az egyik legbizalmasabb embere, a Magyarország Területi Épségének Védelmi Ligájának az egyik megindítója, anyja burszentgyörgyi Puchly Jolán (1870–1956). Az apai nagyszülei nagyjeszeni Jeszenszky Nándor (1830–1916), Nagyszentmiklós evangélikus lelkésze, 1848-49. évi honvédhadnagy, és Koós Ida (1836–1914) voltak. Az anyai nagyszülei burszentgyörgyi Puchly János (1808–1872), az 1848-1849-es forradalom és szabadságharc honvédezredese, és Weisz Eleonóra (1840–1921) voltak. Jeszenszky Zoltánnak a nagynénjei: nagyjeszeni Jeszenszky Kornélia (1870–1958), akinek a férje nemeskéri Kiss Endre (1865–1915), okleveles gazdász, tartalékos honvéd hadnagy, valamint nagyjeszeni Jeszenszky Ida (1869–1947), akinek a férje Kiss Bertalan (1858–1930), királyi kúriai bíró, királyi ítélőtáblai bíró, jogász. Jeszenszky Zoltánnak az elsőfokú unokatestvére vitéz nemeskéri Kiss István (1894–1967) altábornagy volt. Jeszenszky Zoltán fivérei: Jeszenszky Géza, Jeszenszky Jenő (1900–?) kir. honvéd ezredes, valamint Jeszenszky Tibor (1903–1983).
Jeszenszky Zoltán a budapesti tudományegyetem jog- és államtudományi karán végzett, az 1930-as években a Magyar Általános Hitelbanknál volt cégvezető, majd 1940-tõl
1947-ig igazgató. Ezután számos, nem végzettségének megfelelő munkahelyen dolgozott, végül hetvenéves korában a Magyar Beruházási Bank revizoraként vonult nyugdíjba.

## Házasságai és leszármazottjai
Budapesten, 1926. április 7-én, feleségül vette a római katolikus nemesi származású bátorkeszi Kobek Erzsébet Margit Mária (*Bátorkeszi, 1903. március 10.–†Caracas, Venezuela, 1988. augusztus 4.) kisasszonyt, akinek a szülei bátorkeszi Kobek Kornél (1874–1933) Esztergom vármegye főispánja, honvédelmi államtitkár, országgyűlési képviselő, bátorkeszi földbirtokos, a Magyar Automobilklub igazgatósági tagja és boronkai Boronkay Elvira (1879–1953) voltak. Az apai nagyszülei bátorkeszi Kobek István (1834–1907), bátorkeszi birtokos, országgyűlési képviselő, és Holota Mária (1843–1929) voltak; Kobek István 1895. szeptember 16-án nemességet, valamint a "bátorkeszi" nemesi előnevet szerezte meg adományként Ferenc József magyar királytól. Az anyai nagyszülei boronkai Boronkay Lajos (1841–1895), köz- és váltó-ügyvéd, földbirtokos, Esztergom vármegye törvényhatósági és közigazgatási bizottsági tagja, az esztergomi takarékpénztár igazgatótanácsosa, és nemes Koller Mária Paulina (1846–1893) voltak. Jeszenszky Zoltán és Kobek Erzsébet frigyéből született:
- Jeszenszky Judit (Budapest, 1934. december 19. –), Magyarország tiszteletbeli konzul-asszonya Venezuelában, a caracasi egyetem (Universidad Central) Filozófiai Tanszék egyetemi docense, a venezuelai magyar cserkészet vezető egyénisége, főparancsnoka. 1.f.: N.N. 2.f.: kápolnoki Nyisztor Sándor (*Budapest, 1927. december 12.–†Caracas, 1981. december 24.), venezuelai rendőrnyomozó.

Jeszenszky Zoltán és Kobek Erzsébet házassága megromlott, és pár évvel később elváltak. Később Jeszenszky Zoltán Budapesten, 1940. szeptember 4-én, feleségül vette a római katolikus nemesi származású Miskolczy-Simon Pálma Sarolta (Balassagyarmat, 1910. április 28. –) kisasszonyt, akinek a szülei Miskolczy-Simon János (1880–1914), Nógrád vármegye főlevéltárosa, kutató, és Kovács Sarolta voltak. Az apai nagyszülei Miskolczy-Simon János, földbirtokos, és Tisser Julianna (1857–1913) voltak. Az anyai nagyszülei Kovács Gusztáv (1862–1913), főerdőmérnök, és Graser Jozefin voltak. A Miskolczy-Simon család a magyar nemességét és a családi címerét Miskolczy másképp Simon Mihály, Péter, és István 1630. május 12-én II. Ferdinánd magyar királytól szerezte meg adományban. Jeszenszky Zoltán és Miskolczy-Simon Pálma frigyéből született:
- Jeszenszky Géza (Budapest, 1941. november 10. –) magyar történész, egyetemi tanár, politikus, diplomata. 1990–1994 között az Antall-kormány külügyminisztere, 1998–2002 között Magyarország washingtoni, majd 2011–2014 között norvégiai és izlandi nagykövete.